# Gerlacus Moes
Gerlacus Moes (Bussum, 10 augustus 1902 – Burlington (Canada), 23 april 1965) was een Nederlands topzwemmer die deelnam aan de Olympische Zomerspelen van 1924 in Parijs.
In het 50-meterbassin van het zwemstadion Georges Valéry  strandde Moes voortijdig (vierde serie) op zijn enige individuele start, de 200 meter schoolslag. Hij maakte in de Franse hoofdstad deel uit van een twaalf zwemmers (acht mannen, vier vrouwen) sterke afvaardiging, onder wie Marie Baron, Truus Klapwijk, Rie Vierdag, Frits Schutte en Piet van Senus.